# Interpretation
Interpretation (lateinisch interpretatio „Auslegung, Übersetzung, Erklärung“) bedeutet im allgemeinen Sinne das Verstehen oder die subjektiv als plausibel angesehene Deutung von etwas Gegebenem oder wenigstens von etwas Vorhandenem. Das kann z. B. eine Aussage, ein Kunstwerk oder eine soziale Situation, aber auch etwas schlicht in der Natur Vorgefundenes sein.

## Beispiele interpretativer Ansätze
- Auslegung, die Ermittlung des Sinnes einer Rechtsnorm, eines Vertrages oder sonstiger Willenserklärungen
- Hermeneutik, die allgemeine Methodenlehre der Interpretation
- Interpretation in der Formalen Logik und der Formalen Semantik: Die Interpretationsfunktion ordnet jedem syntaktisch korrekten Konstrukt einer formalen Sprache dessen Bedeutung zu.
- Strukturale Textanalyse von Erzählungen nach Roland Barthes als Erweiterung der Formalen Semantik.
- Interpretation von Kommandos in der Informatik: Interpreter und Compiler sind Computerprogramme, die Texte, die in einer höheren Programmiersprache formuliert sind, in die Maschinensprache übersetzen und dadurch für den Computer ausführbar machen. Im Unterschied zum Compiler, der nur den übersetzten Text liefert, führt der Interpreter jedes übersetzte Kommando unmittelbar danach gleich aus.
- Im Zusammenhang mit der Auslegung und Deutung von theologischen, literarischen und juristischen Texten spricht man auch von Exegese, deren Gegensatz die Eisegese ist, bei Auslegung von Gesetzen in der Rechtswissenschaft von Rechtsauslegung, etwa im Gesetzeskommentar.
- Interpretation von Geodaten, um Informationen über geografische Zusammenhänge zu gewinnen: Geoinformationssysteme präsentieren Informationen durch Verschneidung (Informatik) von Primär- (etwa Bildverarbeitung) und Sekundärdaten
- Interpretation von Sinneseindrücken durch das Gehirn, und in Folge das Bewusstsein, wie z. B. der Raumlage, bei optische Täuschungen, Schwindelgefühl, Raumangst; siehe auch Deutung
- Die Traumdeutung in der Psychoanalyse
- Bildinterpretation oder Bilderdeutung in der Psychologie, Psychotherapie und Kunst- oder Maltherapie
- Interpretation in der Kunst als Darstellung oder Werkanalyse
- Natur- und Kulturinterpretation als didaktisches Konzept

## Interpretation in der Kunst
Interpretation im Sinne der Kunsttheorie und Kulturwissenschaften ist der Vorgang, in dem ein literarisches, musikalisches oder bildnerisches Kunstwerk ausgelegt oder gedeutet wird. Interpretation umfasst neben der Formanalyse auch die Untersuchung des Subtextes.
Nach einigen Auffassungen ist jede Analyse bereits eine Interpretation. In den darstellenden Kunstformen wie Musik oder Tanz ist die Aufführung eines Werkes immer schon eine Interpretation; daher gilt der Künstler als Interpret.
Literatur
- Textinterpretation im Allgemeinen
- Gedichtinterpretation zur Decodierung und Deutung poetischer Texte
- Biblische Hermeneutik, Deutung christlicher Texte als literarisches Kulturgut

Bildende Kunst
- Bildwissenschaft im Allgemeinen
- Ikonografie und Ikonologie, Deutung der bildlichen Symbole

Filmen und anderen Medien
- Medienwissenschaft

Musik
- Musikalische Interpretation, Aufführung notierter oder neu arrangierter Musik (in der Popmusik auch Cover genannt).
- Interpretationsforschung (Musikwissenschaft), Forschung über die Vermittlung und Deutung musikalischer Werke

Tanz
- Interpretation im Tanz, Darstellung einer Handlung oder eines Gefühlsausdrucks. In der Pantomime spricht man von einem 'grand suflet'